# 48:13
48:13 es el quinto álbum de estudio de la banda británica de rock Kasabian. El álbum, producido por el guitarrista de la banda Sergio Pizzorno y bautizado de esa forma por el tiempo total de ejecución del disco, fue lanzado en Alemania el 6 de junio de 2014 y en el Reino Unido el 9 de junio de 2014. Fue promovido con el primer sencillo "Eez-eh". El álbum entró en el número uno en la lista de álbumes del Reino Unido en su primera semana de lanzamiento. Es el cuarto #1 en el Reino Unido de la banda en forma consecutiva. El segundo sencillo, "bumblebeee", fue lanzado el 3 de agosto de 2014 El vídeo, dirigido por Alex Courtes, fue lanzado a finales de julio.

## Historia
El 13 de noviembre de 2013, Kasabian publica un video teaser en su canal oficial de YouTube, anunciando que el guitarrista de la banda de Sergio Pizzorno había estado en el estudio durante los últimos seis meses trabajando en material para el nuevo disco. En una entrevista con la revista QRO, la banda también reveló que el álbum sería producido por Pizzorno, quien también coprodujo su álbum de 2011 Velociraptor!.
El 28 de abril de 2014, Pizzorno dijo en un comunicado donde anunciaba el lanzamiento de 48:13, "sentí que teníamos la confianza para ser más directos, más honestos con este álbum. Empecé a despojarnos de capas en lugar de simplemente seguir sumando. Por su parte, el vocalista Tom Meighan añadió: "Menos es más, ¿sabes? Es directo. Es lo que es. Solo escucharlo. Hemos tenido la confianza para ponernos a nosotros mismos al desnudo. Es increíble."
Kasabian ha mencionado a Kanye West, Joe Strummer, Nirvana, Death Grips, Led Zeppelin, Rage Against the Machine, Beck y Beastie Boys como influencias para el álbum.

## Lista de canciones
Todas las canciones escritas y compuestas por Sergio Pizzorno. 
| N.º | Título         | Duración |  |
| 1.  | «(shiva)»      | 1:07     |  |
| 2.  | «bumblebeee»   | 4:01     |  |
| 3.  | «stevie»       | 4:45     |  |
| 4.  | «(mortis)»     | 0:48     |  |
| 5.  | «doomsday»     | 3:40     |  |
| 6.  | «treat»        | 6:53     |  |
| 7.  | «glass»        | 4:48     |  |
| 8.  | «explodes»     | 4:18     |  |
| 9.  | «(levitation)» | 1:19     |  |
| 10. | «clouds»       | 4:45     |  |
| 11. | «eez-eh»       | 3:00     |  |
| 12. | «bow»          | 4:27     |  |
| 13. | «s.p.s»        | 4:22     |  |

| Japanese bonus tracks |            |          |  |
| N.º                   | Título     | Duración |  |
| 14.                   | «beanz»    | 4:40     |  |
| 15.                   | «gelfling» | 3:15     |  |